# Fotografia forense

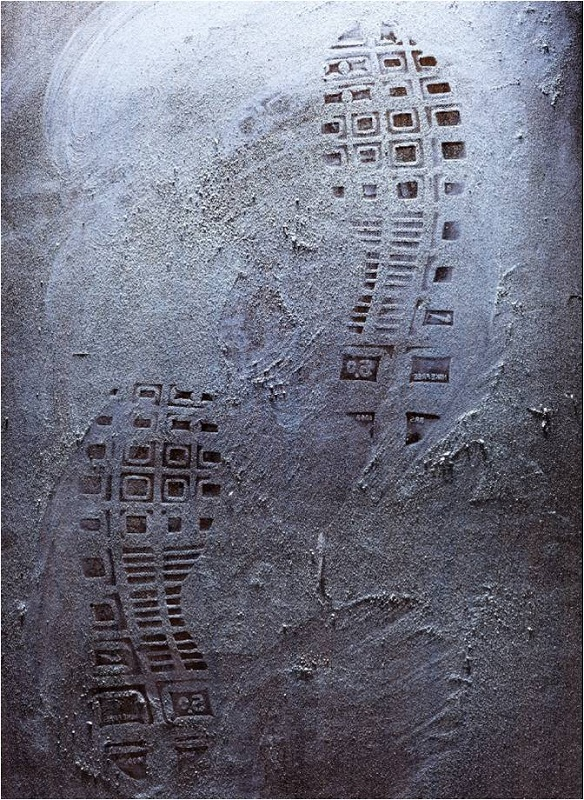
Empremtes de calçat deixades a l'escena del crim

La fotografia forense és una branca de la fotografia que s'ocupa de crear reproduccions precises d'un acte, lloc o accident en benefici d'un tribunal o per ajudar en una investigació. Es refereix a la documentació visual de diferents aspectes que es poden trobar a l'escena del crim. Pot incloure la documentació de l'escena del crim o proves físiques que es troben a l'escena del crim o ja s'han processat en un laboratori. La fotografia forense difereix d'altres variacions de la fotografia perquè els fotògrafs de l'escena del crim solen tenir un propòsit molt específic per capturar cada imatge. Com a resultat, la qualitat de la documentació forense pot determinar el resultat d'una investigació, ja que amb l'absència de bona documentació, els investigadors poden trobar impossible concloure què va passar o no.
Sabent que la informació crucial per a una investigació es pot trobar a l'escena del crim, la fotografia forense és una forma de documentació que és essencial per conservar la qualitat de les proves físiques descobertes. Aquestes proves físiques a documentar inclouen les trobades a l'escena del crim, al laboratori o per a la identificació de sospitosos.

## Antecedents

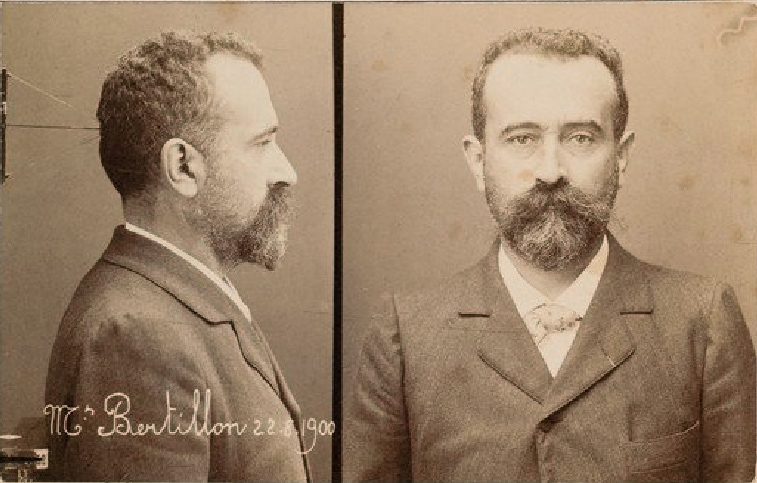
Alphonse Bertillon: Imatge identificativa d'un home de perfil i frontal

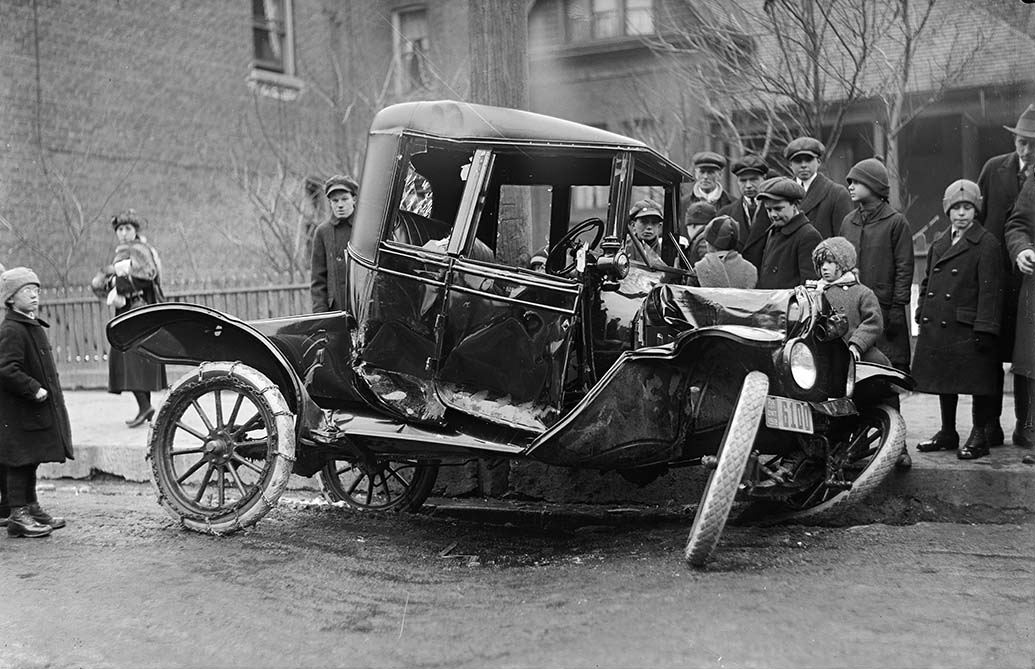
Accident automobilístic de 1918

L'oficial de policia francès Alphonse Bertillon el 1879 va desenvolupar estàndards d'imatge i un sistema de fotografies de perfil frontal, l'objectiu principal del qual era la fidelitat a la realitat. Va fundar l'antropometria i la va utilitzar per primera vegada per identificar els autors. Algunes de les seves innovacions, com la fotografia estandarditzada dels delinqüents o el processament sistemàtic de fotografies de les escenes del crim, encara s'utilitzen avui en dia en el treball policial. El seu descobriment va conduir indirectament a la invenció de la fotografia de legitimació i més tard a la legitimació.
Després del desastre del pont Tay del 28 de desembre de 1879, la companyia del fotògraf escocès James Valentine es va fer molt famosa quan se li va encarregar obtenir documentació fotogràfica de les restes del pont per al Tribunal d'Investigació. Va gravar més de 50 fotografies d'alta qualitat de les restes, que van ser utilitzades als tribunals per testimonis per donar proves. Les imatges es van vendre posteriorment per tot el país com a postals. Les fotografies també han estat recentment (2003) reexaminades utilitzant mètodes digitals per mostrar per què el pont es va esfondrar.
Tota fotografia forense ha de tenir en compte tres elements en l'escena del crim: el subjecte, l'escala i un objecte de referència. A més, les fotografies forenses generals s'han de mostrar amb una representació neutra i precisa.
Les escenes del crim poden ser fonts principals d'evidència física que s'utilitzen per associar o enllaçar sospitosos amb escenes, víctimes amb escenes i sospitosos amb víctimes. El principi d'intercanvi de Locard és un concepte important que ajuda a determinar aquestes relacions d'evidència. És el principi bàsic de per què s'han d'investigar les escenes del crim. Qualsevol cosa que es trobi a l'escena del crim es pot utilitzar com a prova física sempre que sigui rellevant per al cas, per això la documentació de l'escena del crim i les proves físiques en la seva forma real són clau per a la interpretació de la investigació.

## Característiques de la fotografia forense

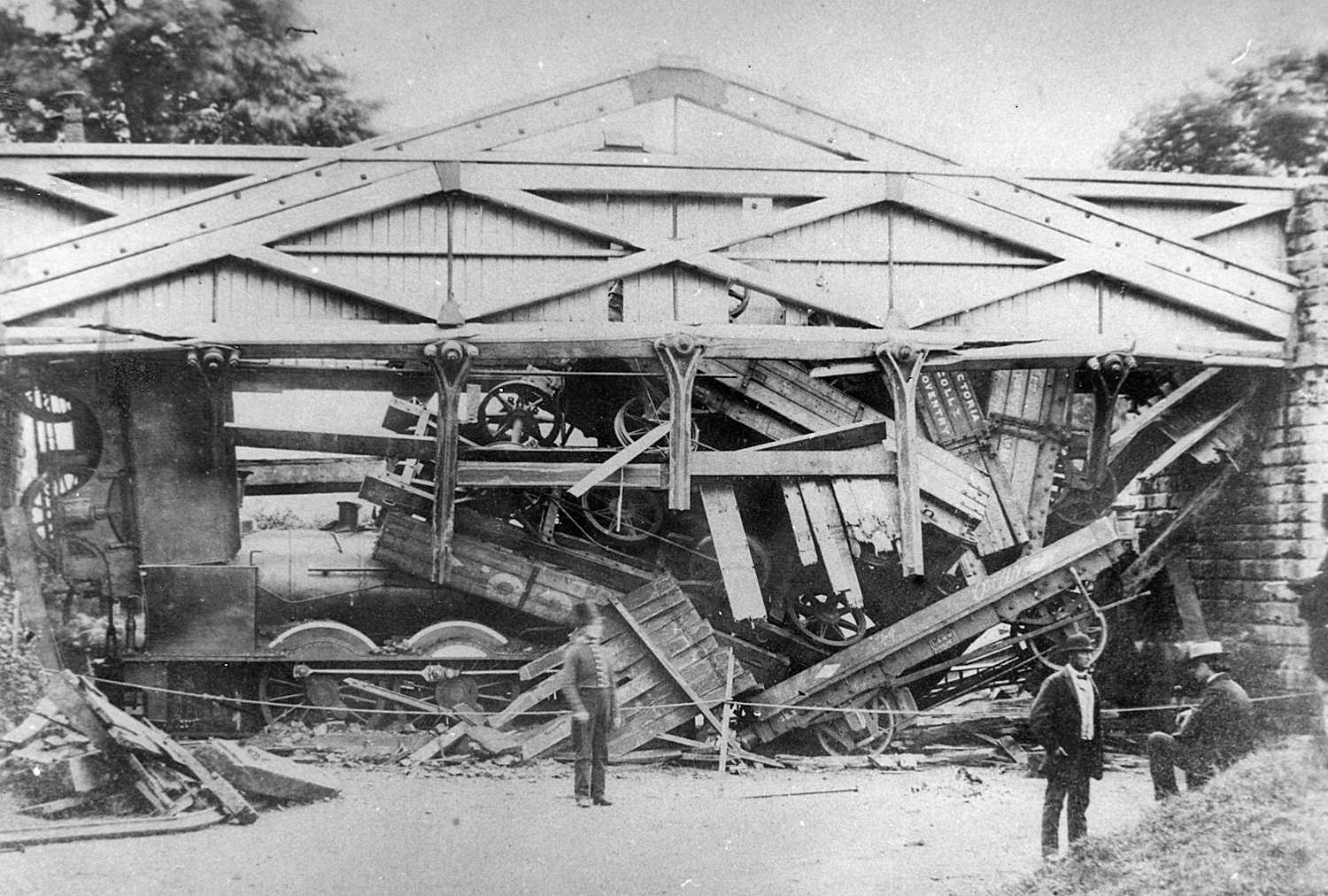
Accident del pont de Wooton, 11 de juny de 1861

La fotografia forense forma part del procés de recollida de proves. Proporciona als investigadors fotografies de subjectes, objectes i objectes que formen part d'activitats delictives. Per exemple, proporciona imatges de maquinària danyada o danys a vehicles de motor en un accident de trànsit, etc. Fotografies d'aquest tipus inclouen l'elecció de la il·luminació adequada, la selecció precisa de l'òptica adequada, l'angle de visió sense distorsions (s'accepta en lloc de múltiples vistes). Sovint, quan es fan fotos, s'insereixen escales a la imatge de manera que les dimensions de l'element ja es registren a la foto. Els tipus de fotografia habituals, com ara la fotografia creativa i artística, donen un propòsit diferent a la fotografia forense. La fotografia policial utilitza fotografies retrat per documentar els detinguts.
La fotografia de l'escena del crim ens permet capturar aspectes essencials de la presentació de l'escena del crim, inclòs el seu abast, els punts focals de l'escena i qualsevol prova física o material que es trobi en o a partir d'aquesta. Amb l'ús de la fotografia de l'escena del crim, el context de l'escena del crim es pot representar mitjançant una sèrie de fotografies; amb l'objectiu d'explicar tota la història. Aquestes fotografies s'utilitzen per capturar l'entorn físic de l'escena i el seu entorn, a més de proves físiques in situ i àrees clau de l'escena del crim (per exemple, entrades i sortides). A més, aquestes fotografies es poden fer a diferents intervals depenent del contingut que s'està capturant. Per exemple, les proves físiques (per exemple, petjades, detalls de ferides, proves de rastres, etc.) poden requerir imatges de primer pla, mentre que les condicions d'una habitació només poden requerir fotografia global i/o de gamma mitjana. Les fotografies també poden ser compatibles amb enregistraments de vídeo.

### Fotografia d'evidències

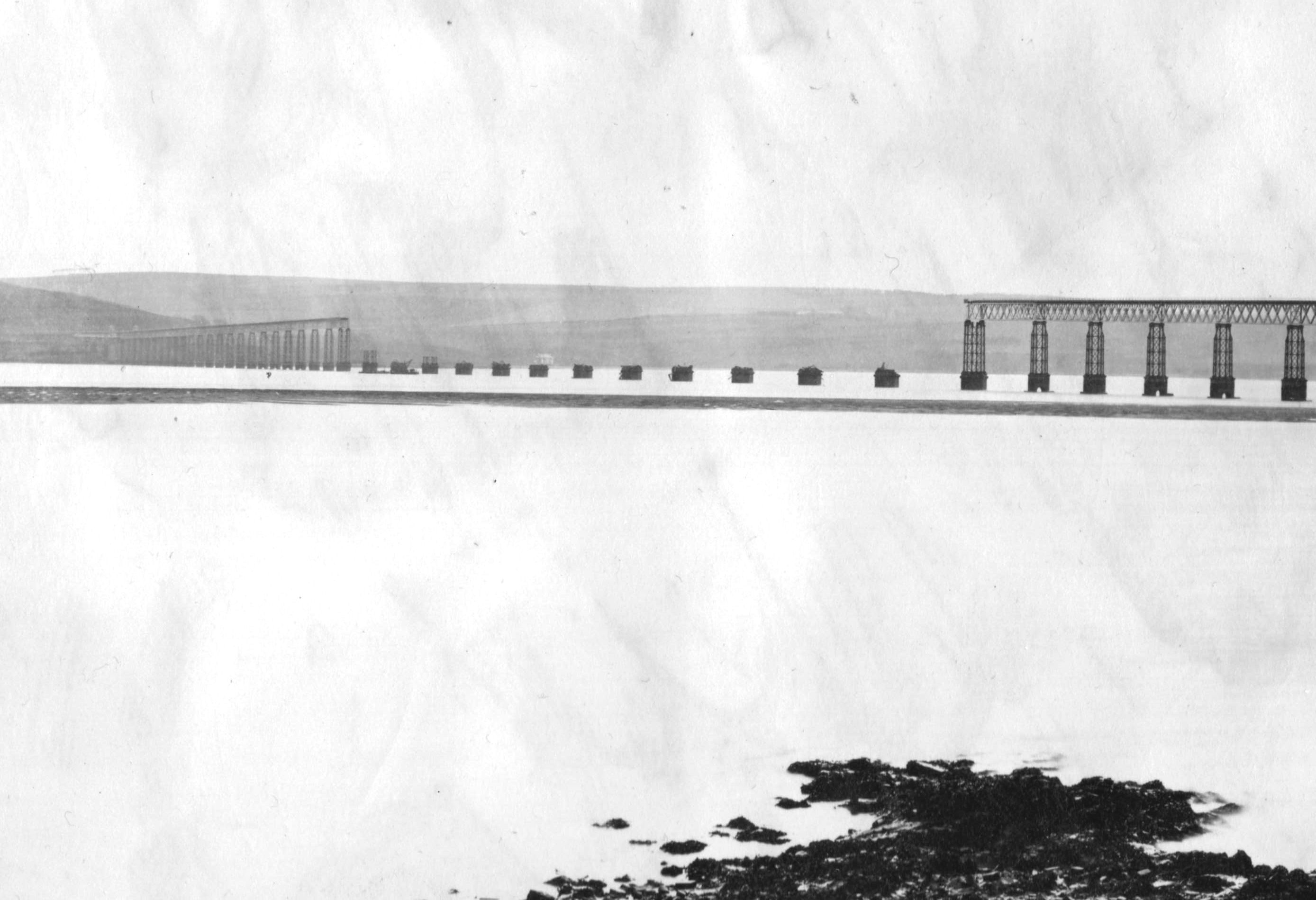
James Valentine: Accident del pont de Tay, 1880, fotografia forense

Aquesta forma de fotografia és proporcionar imatges dels diferents tipus de proves físiques i utilitzades com a proves al tribunal, part de l'expedient del cas, o per altres investigadors; típicament de les troballes forenses durant l'anàlisi de diverses disciplines forenses. Els laboratoris forenses generalment utilitzen radiació infraroja, ultraviolada (UV), raigs X o làser, a més de càmeres i microscopis, per representar detalls que, d'altra manera, serien invisibles a ull nu. Tanmateix, és crucial que aquests detalls no interfereixin amb l'aparença i l'estat de les proves que es documenten.
Per garantir la qualitat de les fotografies, l'evidència general es documenta sota les condicions següents:
- Les proves es col·loquen sobre un fons net i sense distraccions (és a dir, paper de fons, paper de carnisser, taulell neutre, etc. ).
- Fins i tot il·luminació. Això es pot aconseguir amb dues fonts de llum d'igual potència i distància, col·locades aproximadament 45 graus cap a l'evidència.
- La càmera s'ha de col·locar directament per sobre de l'evidència. Pot ser que sigui necessari una escala o una bastida per a articles més grans.
- Número de cas i escala presents a totes les fotografies.
- Totes les cares de l'evidència fotografiades
- Fotografies de primer pla dels detalls rellevants trobats a les proves.

### Fotografia d'empremtes
Les fotografies d'empremtes com ara empremtes dactilars, empremtes de calçat o de peus i marques d'eines requereixen certs estàndards, ja que es poden analitzar, comparar i cercar a través de grans bases de dades digitals. Per exemple, les empremtes dactilars sovint s'introdueixen al sistema automatitzat d'identificació d'empremtes digitals (AFIS). Per complir amb els estàndards d'aquesta prova material, han de:
- Omplir el marc amb l'empremta per aprofitar la resolució de la càmera;
- Incloure una escala per a un calibratge precís;
- Tenir plans paral·lels del subjecte, escala i imatge;
- Estar ben enfocat i exposat correctament; i
- Tenir il·luminació uniforme de la zona d'interès.

A més a més, es suggereix que aquestes imatges d'empremtes s'enregistrin a la càmera RAW, encara que el fotògraf pot decidir editar-les mitjançant Photoshop o un altre programari d'edició. Això crearà una imatge TIFF, però augmentarà la qualitat de la imatge.

### Fotos de persones
Es fan fotografies per a persones que han estat acusades d'un delicte i, un cop creat, s'introdueixen automàticament a una base de dades mestra amb qualsevol informació existent sobre aquesta persona. Per mantenir una qualitat constant, cal una il·luminació, un fons i una distància estandarditzats. A més d'associar la informació arxivada, també s'associen les característiques físiques (p. ex., el color del cabell i dels ulls, el pèl facial, els tatuatges, etc.) i cal una llista de fotografies adequada.

## Mètodes
Totes les fotografies han de contenir tres elements: el tema, una escala i un objecte de referència . Les fotografies de l'escena del crim han d'estar sempre enfocades, amb el tema de la fotografia com a objecte principal de l'escena. Sempre hi hauria d'haver una escala o regla. Això permetrà als investigadors la possibilitat de canviar la mida de la imatge per reconstruir l'escena amb precisió. Les fotografies globals han de ser una representació justa i precisa del que es veu. Qualsevol canvi de color pot identificar malament un objecte per als investigadors i possiblement per als jurats. (Figura 3.0)
Les fotografies generals preliminars haurien d'intentar capturar les ubicacions de les proves i les característiques identificatives de l'escena, com ara adreces, números d'identificació del vehicle i números de sèrie, resclosassions de marques de calçat/pneumàtics i les condicions de l'escena. Si bé el propòsit de la fotografia global és documentar les condicions de l'escena i la relació dels objectes, la fotografia de rang mitjà serveix per documentar l'aspecte d'un objecte.
En totes les fotografies s'ha d'incloure una escala, així com un retolador per indicar la identitat de l'objecte en qüestió. De nou, els objectes de les fotografies de mig rang han de ser una representació justa i precisa del que es veu. Ajustar els principis fotogràfics o la il·luminació pot permetre que el fotògraf assoleixi aquest objectiu.
La imatge de dalt és la figura 3.1. té un excés de lluminositat
A la figura 3.1, la fotografia 2 és una representació correcta .
La fotografia 1 té massa llum. Significa que el fotògraf no ha pogut captar la llum adequada per descriure l'objecte. En ajustar el flaix, el fotògraf hauria d'ajustar el flaix de la càmera per capturar l'objecte.
En general, els components bàsics de la fotografia macro o de prova són els següents: Si s'han de fer fotografies probatòries per utilitzar-les en un examen de comparació crítica més endavant, s'han de seguir les directrius d'acord amb les millors pràctiques de l'evidència digital.
- La imatge digital s'ha de capturar en un format de compressió sense pèrdues. Els dos formats de compressió sense pèrdues àmpliament acceptats són el format de fitxer d'imatge etiquetat (TIFF) i el RAW. TIFF és un tipus de fitxer universal, mentre que els fitxers RAW són propietaris basats en el fabricant de la càmera. És possible que es necessiti programari especialitzat per obrir i millorar una imatge RAW.
- La càmera ha d'estar en una plataforma connectada a terra, com un suport de còpia o un trípode. En general, el cos humà no pot aturar les vibracions naturals amb una velocitat d'obturació de la càmera inferior a 1/60 de segon. L'ús d'una plataforma fixada a terra permetrà que el tema no quedi mogut
- L'obturador de la càmera s'ha de controlar amb un cable remot o mitjançant el mode de temporitzador. La simple acció de prémer el control de l'obturador pot fer que la càmera es mogui, quedant l'enfocament del tema mogut.

### Documentació
L'oficial que respongui també ha de mantenir un registre fotogràfic si es fa cap documentació fotogràfica. El registre ha de contenir la data i l'hora de la fotografia, el tema i qualsevol nota addicional. Aquests registres s'han de mantenir dins d'un expedient o informe d'incident, ja que formen part de l'expedient d'examen i del material que es pot descobrir en el judici.

### Fotografia digital
Els fotògrafs han d'entendre primer els principis de la fotografia. Quan els fotògrafs fan les mateixes fotografies, han de tenir en compte tres components. Els tres components són ISO, velocitat d'obturació i obertura.
L'Organització Internacional per a l'Estandardització (ISO) és un organisme internacional de normalització format per representants de diverses organitzacions nacionals de normalització. El significat real de la fotografia és la sensibilitat d'una càmera a la llum
En ajustar la ISO, les fotografies es poden mostrar de manera diferent al mateix entorn. En un entorn fosc, ISO fa que el sensor de llum de la càmera sigui més sensible. Ajuda els fotògrafs a trobar la llum adequada en condicions fosques o dures. Entre les dues fotografies anteriors, la fotografia 2 és una representació adequada perquè mostra objectes clars amb la brillantor adequada. Tanmateix, la ISO té una gran possibilitat de fer soroll de la càmera que és una distorsió visual. Massa dependència de la ISO pot distorsionar la imatge. Per aquest motiu, els fotògrafs han d'entendre la ISO abans d'utilitzar-la.t.
Velocitat d'obturació
La velocitat d'obturació és el temps durant el qual la pel·lícula o el sensor digital de la càmera està exposat a la llum. L'objecte i la imatge es poden mostrar de manera diferent segons la velocitat d'obturació. A continuació es mostren els exemples.
Aquestes dues fotografies es fan en la mateixa situació excepte per la velocitat d'obturació de la càmera. En la situació anterior, la velocitat d'obturació lenta fa que la imatge sigui més clara i brillant perquè la velocitat d'obturació baixa pren més llum que la velocitat d'obturació alta. Tanmateix, l'alta velocitat d'obturació sovint és necessària per a un objecte en moviment.
Abertura (f-stop)
L'obertura fa referència a la mida de l'obertura de la lent. Un efecte secundari d'obrir o tancar l'obertura és un canvi en l'extensió de la imatge que es veu enfocada. Una obertura més petita (que es tradueix a un f-stop numerat més gran) significa una profunditat de camp profunda com es veu a la fotografia 1. Una obertura més gran (que es tradueix a un f-stop numerat més baix) significa una profunditat de camp menor. En tots els tipus de fotografia, la mida de l'obertura s'anomena comunament "f-stop", descrita en termes com f/1.4, f/5.6, f/16, etc. Quina és la relació entre la distància focal de la lent i la mida de l'obertura.
La fotografia 1 mostra tots els objectes molt clarament enfocats a causa de la petita obertura utilitzada. La fotografia 2 mostra un objecte amb un enfocament crític, però els objectes abans i després del pla d'enfocament es veuen borrosos a causa de la gran obertura.

### Ús del flash
Les unitats de flaix externs són eines útils per respondre a l'escena del crim i per a la documentació adequada de les proves. El balanç de blancs d'una unitat de flaix fotogràfic està configurat per imitar la llum del dia per garantir l'equilibri de color adequat del tema. El fotògraf ha de tenir en compte els reflexos que es poden produir a causa de la direccionalitat del flaix i la posició del tema. Per evitar els reflexos del flaix, tal com es demostra als exemples següents, el flaix s'ha de treure del cos de la càmera, creant un angle, o rebotar del sostre.
La paraula "Fotografia" està mal escrita a les imatges de dalt.

## Equipament
Les eines necessàries per documentar correctament l'escena del crim inclouen:
- Bloc de notes
- Dispositiu de porta-retalls i/o tauleta digital
- Paper gràfic
- Instruments d'escriptura (bolígrafs, llapis, retoladors)
- Càmera fixa amb flaix extern i piles addicionals
- Càmera de vídeo
- Trípode
- Instruments de mesura (cintes mètriques, regles, aparells electrònics de mesura, quadrícules de perspectiva, etc. )
- Identificació de proves i marcadors o cartells de posició
- Registre fotogràfic
- Brúixola

## Apte per al jutjat
Les imatges han de ser clares i solen tenir escales. Serveixen no només per recordar als investigadors l'escena, sinó també per oferir una imatge tangible al jutjat que els permeti entendre millor què va passar. L'ús de diverses vistes preses des de diferents angles ajuda a minimitzar el problema de la paral·laxi. Les imatges generals no tenen escales i serveixen per mostrar la disposició general, com la casa on es creu que va tenir lloc l'assassinat. Les imatges de context mostren proves en context, com ara com estava el ganivet al costat del sofà. Les imatges de primer pla mostren detalls d'un artefacte, com ara una empremta digital amb sang al ganivet.
Les fotografies d'incidents de trànsit (RTI) mostren la disposició general de l'escena presa des de molts angles diferents, amb primers plans de danys importants o proves de rastres com ara marques de pneumàtics en una col·lisió de trànsit. Igual que amb la fotografia de l'escena del crim, és essencial que el lloc estigui prís i intacte en la mesura del possible. Alguna intervenció essencial, com el rescat d'una víctima atrapada, s'ha de deixar constància en les notes fetes en el seu moment pel fotògraf, per tal que es pugui comprovar l'autenticitat de les fotografies.
Com amb totes les proves, s'ha de mantenir una cadena de custòdia per a les fotografies de l'escena del crim. De vegades, un CSI (fotògraf forense) processarà la seva pròpia pel·lícula o hi ha un laboratori específic per a això. Independentment de com es faci, qualsevol persona que gestioni les proves ha de quedar registrada. Es poden aplicar mètodes segurs d'imatges forenses digitals per ajudar a garantir la manipulació i la divulgació inadequada. Les imatges de l'escena de l'accident també s'han d'identificar i buscar, les fotografies policials preses al lloc dels fets sovint s'utilitzen en casos civils.

## Anàlisi de fotografies històriques

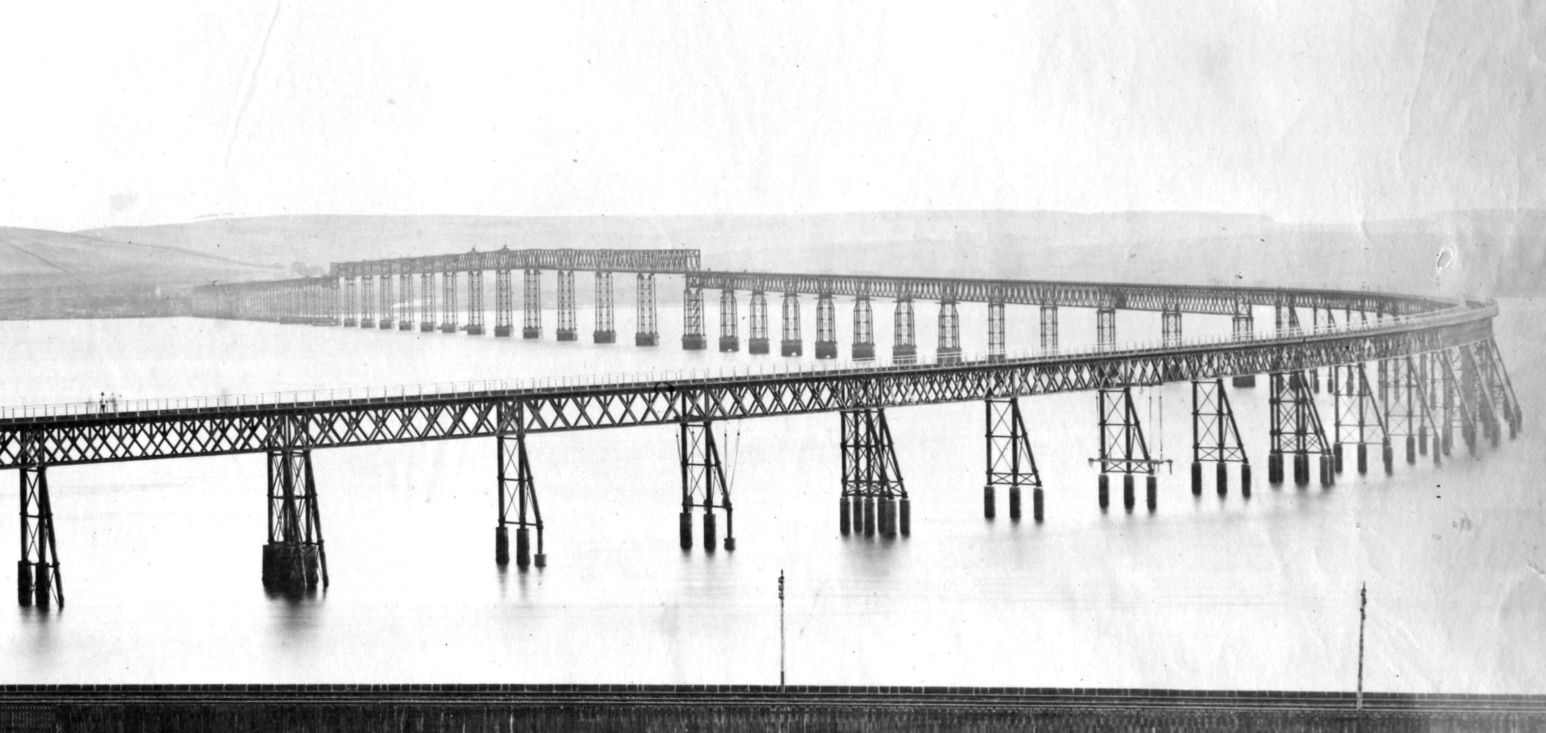
Pont Tay original des del nord

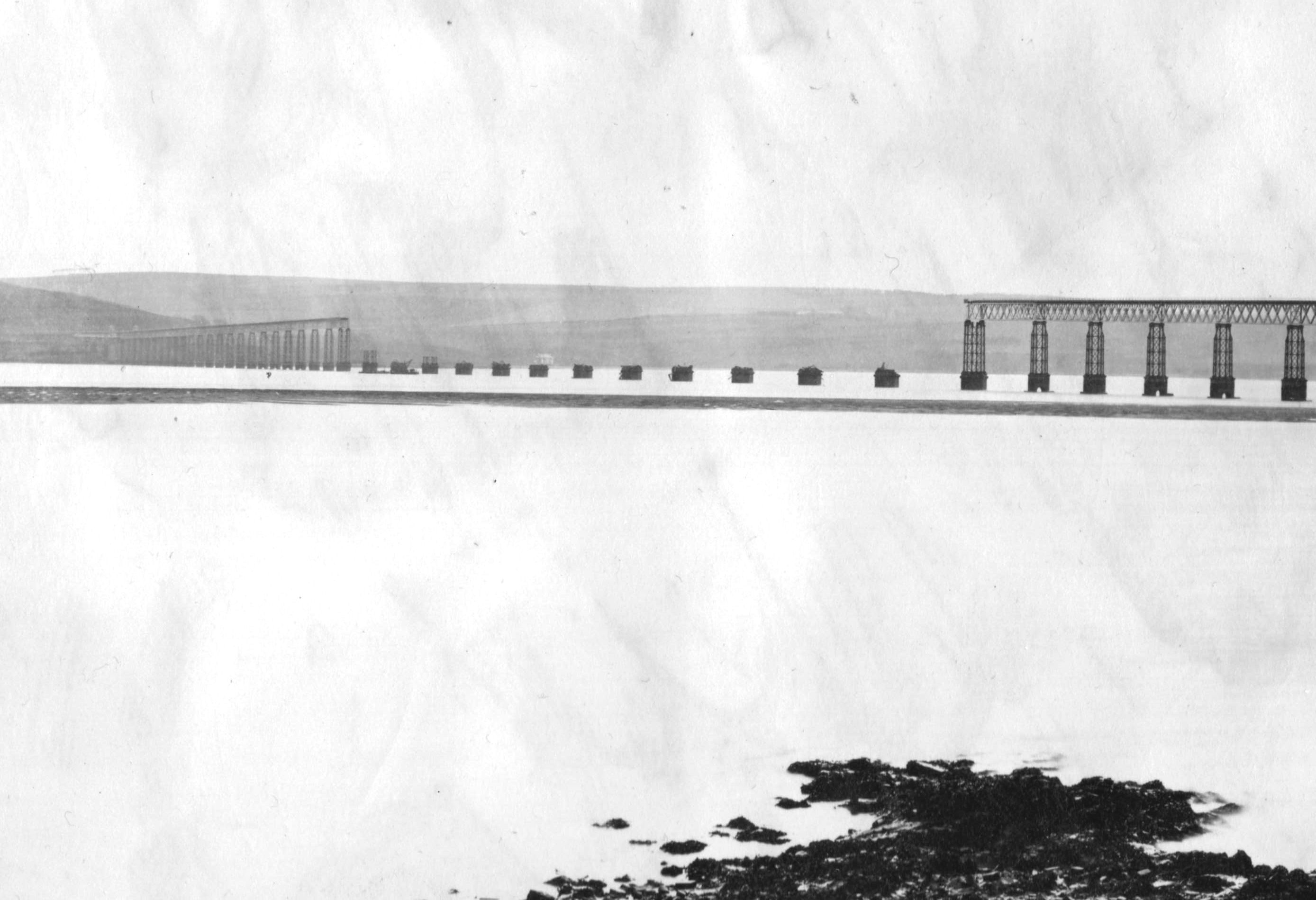
Fotografia de 1880 que mostra el pont Tay caigut

Les fotografies de l'escena del crim o de l'accident sovint es poden tornar a analitzar en casos freds o quan les imatges s'han d'ampliar per mostrar detalls crítics. Les fotografies fetes per exposició pel·lícula solen contenir molta informació que pot ser crucial molt després de la presa de la fotografia. Es poden digitalitzar fàcilment mitjançant l'escaneig, i després ampliar-los per mostrar el detall necessari per a una nova anàlisi. Per exemple, la controvèrsia ha estat durant uns quants anys sobre la causa del desastre del pont Tay de 1879, quan una secció de mitja milla del nou pont es va esfondrar en una tempesta, agafant un tren exprés cap a l'estuari del riu Tay. Almenys 75 passatgers i tripulants van morir en el desastre.
El conjunt de fotografies fetes uns dies després de l'accident s'han tornat a analitzar el 1999-2000 digitalitzant-les i ampliant els fitxers per mostrar-ne els detalls crítics. Els originals eren de molt alta resolució, ja que s'utilitzava una càmera de placa gran amb una obertura petita, més una pel·lícula de gra fi. Les imatges reanalitzades aporten una nova llum sobre per què va caure el pont, cosa que suggereix que els defectes de disseny i els defectes de les columnes de ferro colat que suportaven la secció central van conduir directament a la fallada catastròfica . És poc probable que hi hagi explicacions alternatives que el pont va ser enderrocat pel vent durant la tempesta d'aquella nit, o que el tren va descarrilar i va colpejar les bigues. La reanàlisi dona suport a les conclusions originals del jutjat d'instrucció, que afirmava que el pont estava "mal dissenyat, mal construït i mal mantingut".

### Preocupacions per la validesa científica
Una investigació de ProPublica del 2019 va trobar que, malgrat l'ús freqüent per part de l'FBI, hi ha una preocupació considerable sobre la validesa científica de l'anàlisi de l'evidència fotogràfica de l'FBI. ProPublica "va demanar als principals estadístics i experts en ciències forenses que revisin els mètodes que els examinadors d'imatges han detallat en transcripcions judicials, articles publicats i presentacions. Els experts van identificar nombrosos exemples d'examinadors que exageraven la precisió científica de les tècniques i van dir que algunes de les seves afirmacions desafien la lògica."